# Neuhof (Rodalben)
Neuhof ist ein Stadtteil der Stadt Rodalben im Landkreis Südwestpfalz in Rheinland-Pfalz.

## Lage
Neuhof im Gräfensteiner Land liegt etwa zwei Kilometer südöstlich der Stadtmitte von Rodalben am linken Hang des Tals der Rodalb, die seine nördliche Grenze ist.

## Geschichte
Ursprünglich gehörte Neuhof zur etwa sechs Kilometer im Südwesten jenseits von Wäldern gelegenen Stadt Pirmasens. Bereits zu Zeiten der Grafschaft Hanau-Lichtenberg gehörte er zum Amt Lemberg und war dort der Amtsschultheißerei Pirmasens zugeordnet. 1928 hatte der Neuhof 72 Einwohner, die in 13 Wohngebäuden lebten. Die Katholiken gehörten seinerzeit zur Pfarrei Rodalben, während die Protestanten zu derjenigen von Pirmasens gehörten.
Wegen der größeren Nähe zu Rodalben etwas abwärts im selben Tal wurde der Ort am 7. Juni 1969 dorthin umgegliedert. Damals besaß Neuhof insgesamt 317 Einwohner. Dadurch kam Neuhof auch in den Landkreis Pirmasens, der seit 1997 Landkreis Südwestpfalz heißt.

## Verkehr und Infrastruktur
Vor Ort befinden sich außerdem insgesamt zwei Kulturdenkmäler in Form von Wegekreuzen; eines befindet sich an der Brunnenstraße und das andere an der Neulandstraße. Zudem ist die Errichtung eines Haltepunkts an der Bahnstrecke Landau–Rohrbach am nördlichen Rand von Neuhof geplant.

## Tourismus
Durch Neuhof führen unter anderem der Rodalber Felsenwanderweg und die Pfälzerwald-Tour.